# 21 condicions per a l'admisió a la Internacional Comunista
Les condicions per a l'admissió a la Internacional Comunista, popularment conegudes com les 21 condicions, eren els punts ideològics i organitzatius que havia d'aprovar tot partit o organització que volgués adherir-se a la Internacional Comunista. Aquestes condicions van ser aprovades durant el segon Congrés Mundial de la Internacional Comunista, el 30 de juliol de 1920. Algunes d'aquestes condicions establien, per exemple:
- Trencar totalment amb els reformistes i la seva expulsió (2a, 7a i 21a condicions).
- Combinar el treball legal amb l'il·legal (4a condició).
- Denunciar tant el "social-patriotisme" com el "social-pacifisme" (6a condició).
- Crear una organització clandestina paral·lela a la legal (3a condició).
- Donar suport a tot moviment d'alliberament de les colònies del mateix país (8a condició).
- Atacar la "Internacional" de sindicats "grocs" d'Amsterdam (10a condició).
- Organitzar el partit d'acord amb els principis del centralisme democràtic (12a condició).
- Donar suport incondicional a totes les Repúbliques Soviètiques (14a condició).
- Que tot partit membre s'anomenés: "Partit Comunista de <Estat>(secció de la Internacional Comunista)" (17a condició).